# Портрет дона Карлоса
«Портрет дона Карлоса» (ісп. El príncipe don Carlos) — картина іспанського живописця Алонсо Санчеса Коельо. Створена у 1555—59 роках. Зберігається у Музеї Прадо в Мадриді (інв. ном. P1136).

## Опис
Коельо неодноразово писав портрети дітей короля Філіпа II. Саме цей портрет дона Карлоса є однією з найперших робіт Коельо, створених художником при дворі іспанського короля після свого повернення з Фландрії.
На портреті зображений принц дон Карлос (1545—1568), спадкоємець іспанського престолу, старший син короля Іспанії Філіпа II і його першої дружини Ізабели Португальської. Це найбільш безхмарний і вишуканий з усіх написаних портретів, що зображує дона Карлоса. Він ріс сутулим і розумово відсталим. Припускається, що це було наслідком кровозмішення, що практикувалося у Габсбургів і між королівськими домами Іспанії і Португалії. На картині він зображений як спадкоємець престолу. 
На пейзажі, що відкривається з відчиненого вікна, що було виявлено під час проведення реставраційних робіт в 1990 році, зображено, як Юпітер спостерігає за орлом, що несе один з Геркулесових стовпів, що є символом іспанської монархії.